# Yasmina Aziez
Yasmina Aziez (23 gennaio 1991) è una taekwondoka francese.

## Palmarès

### Mondiali di taekwondo
- Bronzo a Campionati mondiali di taekwondo 2009

### Europei di taekwondo
- Argento a Campionati europei di taekwondo 2010
- Bronzo a Campionati europei di taekwondo 2012
- Argento a Campionati europei di taekwondo 2014
- Bronzo a Campionati europei di taekwondo 2018